# Silence (MuseKの曲)
『silence』(サイレンス)は柴咲コウがMuseK名義で発表した配信限定シングル

## 解説
MuseK名義のシングルとしては、前作『Blessing』より約1年振りとなり、柴咲コウ名義を含めると、前作『The silhouette』より約1ヶ月振りとなる。
本作は、柴咲の芸能生活20周年を記念して行われた12ヶ月連続プレスリリースの第12弾にして、プレスリリースの締め括りとして『The silhouette』との2ヶ月連続リリースとなった。
本作は、WOWOW制作の連続ドラマ『坂の途中の家』の主題歌としてのタイアップがついており、本ドラマの2ヶ月に及んだ撮影を終了させた直後に柴咲が作詞を起こしたものであると言い、全英語詞の曲となっている。
本作について柴咲は「これは『失望感に見舞われる主人公』を思い浮かべながら作詞をしまして、ドラマの内容のテーマが私の中に色濃く強く残っている中での制作だったので、もう一度演じるかの如く作詞をしました」と語っている。
また、本作は、2019年5月1日を以て元号が平成から令和に改元されたため、本作が平成最後のシングルとなった。

## 収録曲
1. silence
作詞：柴咲コウ /作曲・編曲：野崎良太 /訳詞：有坂美香

## 収録アルバム
- 『Blessing』
- 『KO SHIBASAKI ACTOR'S THE BEST -Melodies of Screens-』